# Станіслав Ольшевський (геолог)
Станіслав Зигмунт Ольшевський (пол. Stanisław Zygmunt Olszewski; нар. 8 червня 1852, Новий Сонч — пом. 9 січня 1939, Мілянувек) — польський геолог, службовець.

## Біографія
Син Вільгельма та Марії, уродженої Кущикевич. Він був геологом, шахтарем, нафтовим активістом. Здобув вчене звання доктора філософії.
У Яслі був співзасновником: 1893 р. – Товариство техніків-нафтовиків, а в 1895 р. – Товариство зберігання сирої нафти та нафтопродуктів (разом з ним Август Горайський і Вацлав Пененжек).
Після відновлення Польщею незалежності в період II Речі Посполитої був радником в Міністерстві промисловості й торгівлі. 1937 року вийшов на пенсію.
Похований на цвинтарі в Гродзиськ-Мазовецькому.

## Ордени та нагороди
- Офіцерський хрест Ордену Відродження Польщі (11 листопада 1937)[3]
- Золотий Хрест Заслуги (23 вересня 1926)[4]
- Орден Залізної Корони III класу (Австро-Угорщина, 1893)[5]